# Aranysügér
Az aranysügér (Labidochromis caeruleus) egy édesvízi halfaj, a Cichlidae családba, a bölcsőszájú halak csoportba tartozik.
A kereskedelemben csak „yellow sügér” néven ismert. Tudományos neve (caeruleus) kéket jelent, a természetben kékes színű. A boltokban kapható változat kizárólag élénksárga.

## Elterjedése, élőhelye
Eredeti élőhelye az Afrikában található Nyasza-tó, sziklás zónák lakója.

## Megjelenése
Testhossz 10 centiméter. A nemek megkülönböztetése felnőtt korban is nehéz. Alapvető különbségek nincsenek, a hímek hátúszójának fekete sávja sötétebb és vastagabb, "arcukon" halványfeketés sáv található, farok alatti úszójuk ikrafoltos, ami a szaporodáskor a nőstények csalogatására szolgál. Néha a nőstényeken is láthatók halványabb ikrafoltok.
|  |

## Életmódja
A kifejlett aranysügér mindenevő. Bár megeszi az élő eleséget is, érzékeny gyomrú, ezért ritkán vagy egyáltalán ne adjunk nekik élő eleséget. Kereszteződhet a „Rot-Rot” néven ismert sügérfajjal.

## Szaporodása
25-26 fokos vízben könnyen szaporodik, a nőstények gondosan forgatnak, ikráikat sokáig a szájukban őrzik. Az ivadékok mikroeleséggel és sóféreglárvákkal táplálhatók. Az ivarérett hímek sokáig tudnak harcolni, eközben teljesen belefeledkeznek a harcba, egymás farkát körbe-körbe kergetik, de néha komolyra fordul az ütközet.

## Tartása
Minimum 150 literes medencében tartsuk csoportosan. Békés, nem verekedős, bár a hímek néha civakodhatnak. Afrikai sügéres akváriumban tartsuk őket.